# Régis Dubois
Pour les articles homonymes, voir Dubois et Dubois (patronyme).
Régis Dubois, né à Marseille en 1973, est un auteur, enseignant et réalisateur français, spécialiste du cinéma américain et en particulier du cinéma afro-américain.
Il est l'auteur d'une douzaine d'ouvrages, essentiellement sur le cinéma, parmi lesquels une biographie de Martin Scorsese (2019) et une monographie sur Spike Lee (2019).

## Biographie
Régis Dubois poursuit des études supérieures à l'université de Provence Aix-Marseille I où il obtient en 2002 un doctorat en cinéma et audiovisuel sous la direction de Marie-Claude Taranger. Il se spécialise dans l'étude du cinéma afro-américain et du cinéma populaire en adoptant une approche socio-culturelle[réf. souhaitée].
À partir de 2008, il enseigne l'histoire du cinéma en BTS et Bachelor audiovisuel à Marseilleet publie de nombreux ouvrages. Parallèlement, il réalise des documentaires et des courts métrages auto-produits.

### L'esclavage au cinéma, la fin d'un tabou?
En 2022, il écrit et réalise le documentaire L'esclavage au cinéma : la fin d'un tabou ? pour France Télévisions .
Diffusé en 2023 sur France 4, il reçoit des critiques positives : pour le journal La Croix c'est un « intéressant documentaire » qui « revient sur le long silence des réalisateurs sur cette part sombre de l’histoire ». « Une invisibilisation qu'historiens, réalisateurs et comédiens décryptent et analysent dans ce documentaire passionnant » selon L'Humanité. France Inter évoque un film « dont le sujet reflète exactement la timidité des médias à évoquer cette journée [de commémoration] ». Quant àTélérama, qui lui accorde trois "T" (très bien), il s'agit d'un documentaire qui "pose une question pertinente (...) très riche dans sa démonstration (oui, la représentation de l’esclavage en France est toujours un tabou) et son argumentation".

## Publications

### Livres
- Images du Noir dans le cinéma américain blanc (1980-1995), L'Harmattan, 1997.
- Dictionnaire du cinéma afro-américain (acteurs, réalisateurs, techniciens)[9], Éditions Séguier, 2001.
- Otis Redding (biographie), L'Harmattan, 2002.
- Le Cinéma des Noirs américains entre intégration et contestation, Éditions du Cerf, 2005.
- Une histoire politique du cinéma - Sulliver, 2007.
- Hollywood, cinéma et idéologie - Sulliver, 2008.
- Revoir les films populaires : cinéma, pop-culture et société - TheBookEdition, 2012.
- Analyses d'images : publicités, photos, affiches, pochettes... - The BookEdition, 2015.
- Ben Harper : interview(s) - The BookEdition, 2016.
- Les Noirs dans le cinéma français : de Joséphine Baker à Omar Sy - LettMotif, 2016.
- Drive-in & Grindhouse cinema 1950's-1960's - Imho, 2017.
- Le Cinéma noir américain des années Obama (2009-2016) - LettMotif, 2017.
- Eldridge Cleaver, vies et morts d'une Panthère noire - Afromundi, 2017.
- Martin Scorsese l'infiltré[10],[11], Nouveau Monde Éditions, 2019 (réédition poche, 2023).
- Spike Lee, un cinéaste controversé, éditions LettMotif, 2019.
- Les Italo-américains à l'écran, de Scarface aux Soprano[12],[13] (coécrit avec Dorian Oliva), éditions LettMotif, 2024.

### Ouvrages collectifs
- L'Insurrection médiatique : Médias, histoire et documentaire dans le cinéma de Peter Watkins, Presses universitaires de Bordeaux, sous la direction de Jean-Pierre Bertin-Maghit et Sébastien Denis (2010) - chapitre "Quelle alternative à la monoforme ? Perspective historique" (pp. 19-30).
- Les Minorités dans le cinéma américain, CinémAction no 143 sous la direction d'Anne Crémieux (2012) - chapitres : "Des prolos made in Hollywood (classes, ethnicité et masculinité)" (pp. 184-188) et "Les mutants de X-Men : paradigme de l'Autre étasunien" (pp. 38-43).
- Culture(s) noire(s) en France : la scène et les images, Africultures no 92-93 sous la direction de Sylvie Chalaye (2013) - articles "Noirs et Blacks au cinéma : regards croisés France/États-Unis" (pp. 354-361 [lire en ligne]) et "Ce que le succès d’Intouchables révèle sur la situation des acteurs Noirs en France" (pp. 184-188 [lire en ligne]).

## Réalisations

### Documentaires
- Fan des Beatles (52 min), 2011
- Violence, sexe, drogue et rock'n'roll : un voyage avec Joe Dante à travers le cinéma d'exploitation (50 min), 2013
- A l'ombre d'Hollywood : le cinéma noir indépendant (1910-1950) (40 min), 2014
- Acta Non Verba: du renouveau de l'antifascisme à travers les luttes (coréalisation Hazem El Moukaddem) (65 min), 2015
- L'Esclavage au cinéma : la fin d'un tabou ? (52 min), 2022[5],[6],[3]
- Les Tribus du rock (56 min), 2024.

### Courts métrages
- War (16 min), 2020
- Frérot (14 min), 2021
- Marylou (18 min), 2024